# Four Eyes and Six-Guns
Four Eyes and Six-Guns Brasil: Quatro Olhos e uma 44 ) é um filme estadunidense de 1992 dirigido por Piers Haggard.
Conta a história de um optometrista que muda-se para o Velho Oeste esse filme chama a atenção para a optometria uma profissão tão nobre e muito antiga ,com um roteiro bem estruturado e inteligente.